# P-700 그라닛

P-700 그라닛은 러시아의 함대함, 함대지 초음속 순항 미사일이다. 나토 코드명은 SS-N-19 쉽렉(Shipwreck), 난파선이라는 뜻이다.

## 역사
P-700은 1983년에 배치되었다. P-70 Ametist, P-120 Malakhit을 대체하기 위해 개발했다. 두 미사일은 미국 항공모함 함대의 향상된 무기들에 맞서 싸우기에는 사거리가 너무 짧았다. P-500 Bazalt의 터보젯 엔진을 사용한다.
무게 7톤, 탄두중량 750 kg, 재래식 탄두 또는 500 kt 수소폭탄을 탑재한다. 저고도 비행시 마하 1.6, 고고도 비행시 마하 2.5의 속도를 내며, 사거리 625 km이다.
다음 모델로 개발된 P-800 오닉스는 램제트 엔진을 사용한다.
문제는 덩치가 너무 크다는 점이다. 길이 10m, 지름 0.85m에 무게는 무려 7t이나 된다. 그래서 만재배수량 2만8000t 인 핵추진 순양함에만 탑재된 것이다.

## 같이 보기
- 미사일 목록